# Verein für Leibesübungen Bochum 1848 1971-1972
Questa voce raccoglie le informazioni riguardanti il Verein für Leibesübungen Bochum 1848 nelle competizioni ufficiali della stagione 1971-1972.

## Stagione
Nella stagione 1971-1972 il Bochum, allenato da Hermann Eppenhoff, concluse il campionato di Bundesliga al 9º posto. In Coppa di Germania il Bochum fu eliminato agli ottavi di finale dall'Hannover 96.

## Rosa
| N. |                     | Ruolo | Calciatore          |
| -- | ------------------- | ----- | ------------------- |
|    | Germania (bandiera) | P     | Harry Bohrmann      |
|    | Germania (bandiera) | P     | Hans-Jürgen Bradler |
|    | Germania (bandiera) | D     | Heinz-Jürgen Blome  |
|    | Germania (bandiera) | D     | Harry Fechner       |
|    | Germania (bandiera) | D     | Erwin Galeski       |
|    | Germania (bandiera) | D     | Werner Jablonski    |
|    | Germania (bandiera) | D     | Manfred Rüsing      |
|    | Germania (bandiera) | D     | Dieter Versen       |
|    | Germania (bandiera) | D     | Gerd Wiesemes       |
|    | Germania (bandiera) | D     | Dieter Zorc         |
|    | Germania (bandiera) | C     | Werner Balte        |

| N. |                     | Ruolo | Calciatore             |
| -- | ------------------- | ----- | ---------------------- |
|    | Germania (bandiera) | C     | Udo Böckmann           |
|    | Germania (bandiera) | C     | Hans-Günter Etterich   |
|    | Germania (bandiera) | C     | Klaus-Peter Kerkemeier |
|    | Germania (bandiera) | C     | Hans-Jürgen Köper      |
|    | Germania (bandiera) | C     | Werner Krämer          |
|    | Germania (bandiera) | C     | Franz-Josef Laufer     |
|    | Germania (bandiera) | A     | Dieter Fern            |
|    | Germania (bandiera) | A     | Hans-Werner Hartl      |
|    | Germania (bandiera) | A     | Hans Walitza           |
|    | Germania (bandiera) | A     | Reinhold Wosab         |

## Organigramma societario
Area tecnica
- Allenatore: Hermann Eppenhoff
- Allenatore in seconda:
- Preparatore dei portieri:
- Preparatori atletici:

## Calciomercato

### Sessione estiva
| Acquisti | Acquisti       | Acquisti          | Acquisti |
| R.       | Nome           | da                | Modalità |
| -------- | -------------- | ----------------- | -------- |
| A        | Reinhold Wosab | Borussia Dortmund |          |
| D        | Dieter Zorc    | Lüner             |          |

| Cessioni | Cessioni        | Cessioni    | Cessioni |
| R.       | Nome            | a           | Modalità |
| -------- | --------------- | ----------- | -------- |
| P        | Theo Diegelmann | Norimberga  |          |
| A        | Hans Grieger    | VfL Klafeld |          |
| A        | Jürgen Jansen   | Homberg     |          |

## Risultati

### Bundesliga

#### Girone di andata
| Arbitro: | Meuser |

|           |           |  |
| Hartl 14’ | Marcatori |  |

| Arbitro: | Siepe |

|                            |           |                           |
| Tenhagen 8’ Schumacher 60’ | Marcatori | 3’, 74’ Walitza 49’ Hartl |

| Arbitro: | Tschenscher |

|  |           |                        |
|  | Marcatori | 34’ Heynckes 70’ Wloka |

| Arbitro: | Betz |

|                                          |           |           |
| Reinders 37’ Seel 58’, 80’ Friedrich 71’ | Marcatori | 27’ Balte |

| Arbitro: | Schröck |

|                       |           |               |
| Walitza 42’ Köper 90’ | Marcatori | 11’ Damjanoff |

| Arbitro: | Aldinger |

|                     |           |  |
| Kamp 68’ Laumen 75’ | Marcatori |  |

| Arbitro: | Redelfs |

|                                 |           |                       |
| Haug 1’ Entenmann 27’ Frank 40’ | Marcatori | 34’ Balte 69’ Walitza |

| Arbitro: | Horstmann |

|  |           |                       |
|  | Marcatori | 38’ Hoeneß 67’ Hansen |

| Arbitro: | Wohlfarth |

|                                                 |           |  |
| Reimann 33’ Wiesemes 44’ (aut.) Keller 65’, 84’ | Marcatori |  |

| Arbitro: | Berner |

|                               |           |                |
| Hartl 41’ Krämer 72’ Fern 75’ | Marcatori | 70’ Rettkowski |

| Arbitro: | Frickel |

|                               |           |                      |
| Seeler 68’, 71’ Bjørnmose 82’ | Marcatori | 5’ Walitza 13’ Balte |

| Arbitro: | Aldinger |

|                  |           |                                                            |
| Wosab 50’ (rig.) | Marcatori | 3’ Scheermann 42’, 56’ Rupp 54’ (aut.) Galeski 87’ Overath |

| Arbitro: | Biwersi |

|                          |           |                       |
| Konca 8’, 56’ Parits 68’ | Marcatori | 76’ Wosab 84’ Walitza |

| Arbitro: | Bonacker |

|                                              |           |                              |
| Etterich 3’, 39’ Balte 9’ (rig.) Fechner 29’ | Marcatori | 67’ Hohnhausen 74’ Weinkauff |

| Arbitro: | Heckeroth |

|                                                  |           |           |
| Kremers 14’ Rüssmann 58’ Fischer 61’ Fichtel 76’ | Marcatori | 56’ Balte |

| Arbitro: | Geng |

|                                      |           |            |
| Fechner 13’ Walitza 17’ Etterich 56’ | Marcatori | 54’ Herzog |

| Arbitro: | Wengenmayer |

|           |           |                      |
| Gayer 47’ | Marcatori | 4’ Walitza 25’ Wosab |

#### Girone di ritorno
| Arbitro: | Tschenscher |

|  |           |                         |
|  | Marcatori | 24’ Fechner 80’ Walitza |

| Arbitro: | Eschweiler |

|                      |           |  |
| Walitza 47’ Fern 80’ | Marcatori |  |

| Arbitro: | Dittmer |

|           |           |             |
| Kulik 79’ | Marcatori | 29’ Walitza |

| Arbitro: | Ohmsen |

|                                      |           |                    |
| Hartl 17’, 59’ Balte 55’, 83’ (rig.) | Marcatori | 32’ Hošić 58’ Seel |

| Arbitro: | Siepe |

|                                             |           |             |
| Jendrossek 45’ Kasperski 56’ Roggensack 90’ | Marcatori | 12’ Walitza |

| Arbitro: | Frickel |

|                                      |           |                       |
| Walitza 19’, 59’ Wosab 67’ Hartl 87’ | Marcatori | 6’ Laumen 22’ Schmidt |

| Arbitro: | Engel |

|           |           |          |
| Hartl 40’ | Marcatori | 4’ Frank |

| Arbitro: | Biwersi |

|                                                        |           |           |
| Krauthausen 6’ Müller 35’, 56’, 86’ Fechner 88’ (aut.) | Marcatori | 45’ Hartl |

| Arbitro: | Linn |

|                       |           |                        |
| Hartl 58’ Walitza 84’ | Marcatori | 67’ Keller 86’ Reimann |

| Arbitro: | Riegg |

|                    |           |                      |
| Bella 5’ Wunder 7’ | Marcatori | 16’ Wosab 69’ Krämer |

| Arbitro: | Geng |

|                        |           |              |
| Hartl 26’ Etterich 30’ | Marcatori | 23’ Memering |

| Arbitro: | Hennig |

|              |           |             |
| Lauscher 50’ | Marcatori | 32’ Walitza |

| Arbitro: | Niemann |

|                               |           |                |
| Etterich 10’ Walitza 40’, 89’ | Marcatori | 23’ Hölzenbein |

| Arbitro: | Seiler |

|                  |           |           |
| Schütz 1’ (rig.) | Marcatori | 74’ Köper |

| Arbitro: | Aldinger |

|  |           |                         |
|  | Marcatori | 11’ Fischer 66’ Kremers |

| Arbitro: | Rögner |

|                                |           |             |
| Herzog 10’ Baltes 36’ Geye 43’ | Marcatori | 18’ Walitza |

| Arbitro: | Fuchs |

|                                        |           |                             |
| Walitza 35’, 70’, 77’ (rig.) Balte 39’ | Marcatori | 49’ (rig.) Horr 81’ Gutzeit |

### Coppa di Germania
| Arbitro: | Picker |

|                           |           |                          |
| Nerlinger 33’, 60’ (rig.) | Marcatori | 25’ Etterich 83’ Walitza |

| Arbitro: | Boe |

|                        |           |  |
| Walitza 30’ Krämer 66’ | Marcatori |  |

| Hannover 13 febbraio 1972, ore CET Ottavi di finale | Hannover 96 | 0 – 0 referto | Bochum | Niedersachsenstadion (10 000 spett.)\| Arbitro: \| Fuchs \| |
| Arbitro:                                            | Fuchs       |               |        |                                                             |

| Arbitro: | Schröck |

|                        |           |                                  |
| Rüsing 32’ Walitza 45’ | Marcatori | 11’, 40’, 63’ Reimann 78’ Keller |

## Statistiche

### Statistiche di squadra
| Competizione      | Punti | In casa | In casa | In casa | In casa | In casa | In casa | In trasferta | In trasferta | In trasferta | In trasferta | In trasferta | In trasferta | Totale | Totale | Totale | Totale | Totale | Totale | DR  |
| Competizione      | Punti | G       | V       | N       | P       | Gf      | Gs      | G            | V            | N            | P            | Gf           | Gs           | G      | V      | N      | P      | Gf     | Gs     | DR  |
| ----------------- | ----- | ------- | ------- | ------- | ------- | ------- | ------- | ------------ | ------------ | ------------ | ------------ | ------------ | ------------ | ------ | ------ | ------ | ------ | ------ | ------ | --- |
| Bundesliga        | 34    | 17      | 11      | 2       | 4       | 36      | 27      | 17           | 3            | 4            | 10           | 23           | 42           | 34     | 14     | 6      | 14     | 59     | 69     | -10 |
| Coppa di Germania | -     | 2       | 1       | 0       | 1       | 4       | 4       | 2            | 0            | 2            | 0            | 2            | 2            | 4      | 1      | 2      | 1      | 6      | 6      | 0   |
| Totale            | 34    | 19      | 12      | 2       | 5       | 40      | 31      | 19           | 3            | 6            | 10           | 25           | 44           | 38     | 15     | 8      | 15     | 65     | 75     | -10 |

### Andamento in campionato
| Giornata  | 1 | 2 | 3 | 4  | 5 | 6  | 7  | 8  | 9  | 10 | 11 | 12 | 13 | 14 | 15 | 16 | 17 | 18 | 19 | 20 | 21 | 22 | 23 | 24 | 25 | 26 | 27 | 28 | 29 | 30 | 31 | 32 | 33 | 34 |
| --------- | - | - | - | -- | - | -- | -- | -- | -- | -- | -- | -- | -- | -- | -- | -- | -- | -- | -- | -- | -- | -- | -- | -- | -- | -- | -- | -- | -- | -- | -- | -- | -- | -- |
| Luogo     | C | T | C | T  | C | T  | T  | C  | T  | C  | T  | C  | T  | C  | T  | C  | T  | T  | C  | T  | C  | T  | C  | C  | T  | C  | T  | C  | T  | C  | T  | C  | T  | C  |
| Risultato | V | V | P | P  | V | P  | P  | P  | P  | V  | P  | P  | P  | V  | P  | V  | V  | V  | V  | N  | V  | P  | V  | N  | P  | N  | N  | V  | N  | V  | N  | P  | P  | V  |
| Posizione | 6 | 2 | 7 | 12 | 8 | 10 | 12 | 14 | 15 | 14 | 15 | 16 | 16 | 15 | 14 | 14 | 13 | 12 | 12 | 12 | 10 | 12 | 10 | 11 | 11 | 11 | 10 | 10 | 9  | 9  | 8  | 10 | 10 | 9  |

Legenda:

Luogo: C = Casa; T = Trasferta. Risultato: V = Vittoria; N = Pareggio; P = Sconfitta.

### Statistiche dei giocatori
| Giocatore     | Bundesliga | Bundesliga | Bundesliga  | Bundesliga | Coppa di Germania | Coppa di Germania | Coppa di Germania | Coppa di Germania | Totale   | Totale | Totale      | Totale     |
| Giocatore     | Presenze   | Reti       | Ammonizioni | Espulsioni | Presenze          | Reti              | Ammonizioni       | Espulsioni        | Presenze | Reti   | Ammonizioni | Espulsioni |
| ------------- | ---------- | ---------- | ----------- | ---------- | ----------------- | ----------------- | ----------------- | ----------------- | -------- | ------ | ----------- | ---------- |
| W. Balte      | 31         | 8          | 0           | 0          | 4                 | 0                 | 0                 | 0                 | 35       | 8      | 0           | 0          |
| H. Blome      | 9          | 0          | 0           | 0          | 2                 | 0                 | 0                 | 0                 | 11       | 0      | 0           | 0          |
| H. Bohrmann   | 1          | 0          | 0           | 0          | 0                 | 0                 | 0                 | 0                 | 1        | 0      | 0           | 0          |
| P. Bomm       | 0          | 0          | 0           | 0          | 0                 | 0                 | 0                 | 0                 | 0        | 0      | 0           | 0          |
| H. Bradler    | 34         | 0          | 0           | 0          | 4                 | 0                 | 0                 | 0                 | 38       | 0      | 0           | 0          |
| U. Böckmann   | 1          | 0          | 0           | 0          | 0                 | 0                 | 0                 | 0                 | 1        | 0      | 0           | 0          |
| K. Dewinski   | 0          | 0          | 0           | 0          | 0                 | 0                 | 0                 | 0                 | 0        | 0      | 0           | 0          |
| M. Eggert     | 0          | 0          | 0           | 0          | 0                 | 0                 | 0                 | 0                 | 0        | 0      | 0           | 0          |
| H. Etterich   | 20         | 5          | 0           | 0          | 3                 | 1                 | 0                 | 0                 | 23       | 6      | 0           | 0          |
| H. Fechner    | 23         | 3          | 0           | 0          | 4                 | 0                 | 0                 | 0                 | 27       | 3      | 0           | 0          |
| D. Fern       | 32         | 2          | 0           | 0          | 4                 | 0                 | 0                 | 0                 | 36       | 2      | 0           | 0          |
| E. Galeski    | 28         | 0          | 0           | 0          | 2                 | 0                 | 0                 | 0                 | 30       | 0      | 0           | 0          |
| H. Gerland    | 0          | 0          | 0           | 0          | 0                 | 0                 | 0                 | 0                 | 0        | 0      | 0           | 0          |
| H. Hartl      | 31         | 10         | 0           | 0          | 4                 | 0                 | 0                 | 0                 | 35       | 10     | 0           | 0          |
| W. Jablonski  | 7          | 0          | 0           | 0          | 0                 | 0                 | 0                 | 0                 | 7        | 0      | 0           | 0          |
| K. Kerkemeier | 0          | 0          | 0           | 0          | 0                 | 0                 | 0                 | 0                 | 0        | 0      | 0           | 0          |
| W. Krämer     | 28         | 2          | 0           | 0          | 3                 | 1                 | 0                 | 0                 | 31       | 3      | 0           | 0          |
| H. Köper      | 16         | 2          | 0           | 0          | 0                 | 0                 | 0                 | 0                 | 16       | 2      | 0           | 0          |
| A. Lameck     | 0          | 0          | 0           | 0          | 0                 | 0                 | 0                 | 0                 | 0        | 0      | 0           | 0          |
| F. Laufer     | 8          | 0          | 0           | 0          | 1                 | 0                 | 0                 | 0                 | 9        | 0      | 0           | 0          |
| R. Majgl      | 0          | 0          | 0           | 0          | 0                 | 0                 | 0                 | 0                 | 0        | 0      | 0           | 0          |
| M. Rüsing     | 25         | 0          | 0           | 0          | 4                 | 1                 | 0                 | 0                 | 29       | 1      | 0           | 0          |
| W. Scholz     | 0          | 0          | 0           | 0          | 0                 | 0                 | 0                 | 0                 | 0        | 0      | 0           | 0          |
| D. Versen     | 23         | 0          | 0           | 0          | 4                 | 0                 | 0                 | 0                 | 27       | 0      | 0           | 0          |
| H. Walitza    | 34         | 22         | 0           | 0          | 4                 | 3                 | 0                 | 0                 | 38       | 25     | 0           | 0          |
| G. Wiesemes   | 9          | 0          | 0           | 0          | 0                 | 0                 | 0                 | 0                 | 9        | 0      | 0           | 0          |
| R. Wosab      | 34         | 5          | 0           | 0          | 3                 | 0                 | 0                 | 0                 | 37       | 5      | 0           | 0          |
| D. Zorc       | 21         | 0          | 0           | 0          | 4                 | 0                 | 0                 | 0                 | 25       | 0      | 0           | 0          |